# تیم دوچرخه‌سواری نووو نوردیسک
تیم دوچرخه‌سواری نووو نوردیسک (انگلیسی: Team Novo Nordisk) یک تیم دورچه‌سواری در کشور ایالات متحده آمریکا است.
این تیم که در سال ۲۰۰۸ تأسیس شده در تورهای قاره‌ای دوچرخه‌سواری شرکت می‌کند.